# La Bonneville
La Bonneville är en kommun i departementet Manche i regionen Normandie i norra Frankrike. Kommunen ligger i kantonen Saint-Sauveur-le-Vicomte som tillhör arrondissementet Cherbourg. År 2022 hade La Bonneville 176 invånare.

## Befolkningsutveckling
Antalet invånare i kommunen La Bonneville
| Referens: INSEE |